# Condette
Condette is een gemeente in het Franse departement Pas-de-Calais (regio Hauts-de-France). De plaats maakt deel uit van het arrondissement Boulogne-sur-Mer. Condette telde op 1 januari 2022 2.456 inwoners.

## Geografie
De oppervlakte van Condette bedroeg op 1 januari 2022 16,26 vierkante kilometer; de bevolkingsdichtheid was toen 151 inwoners per km².

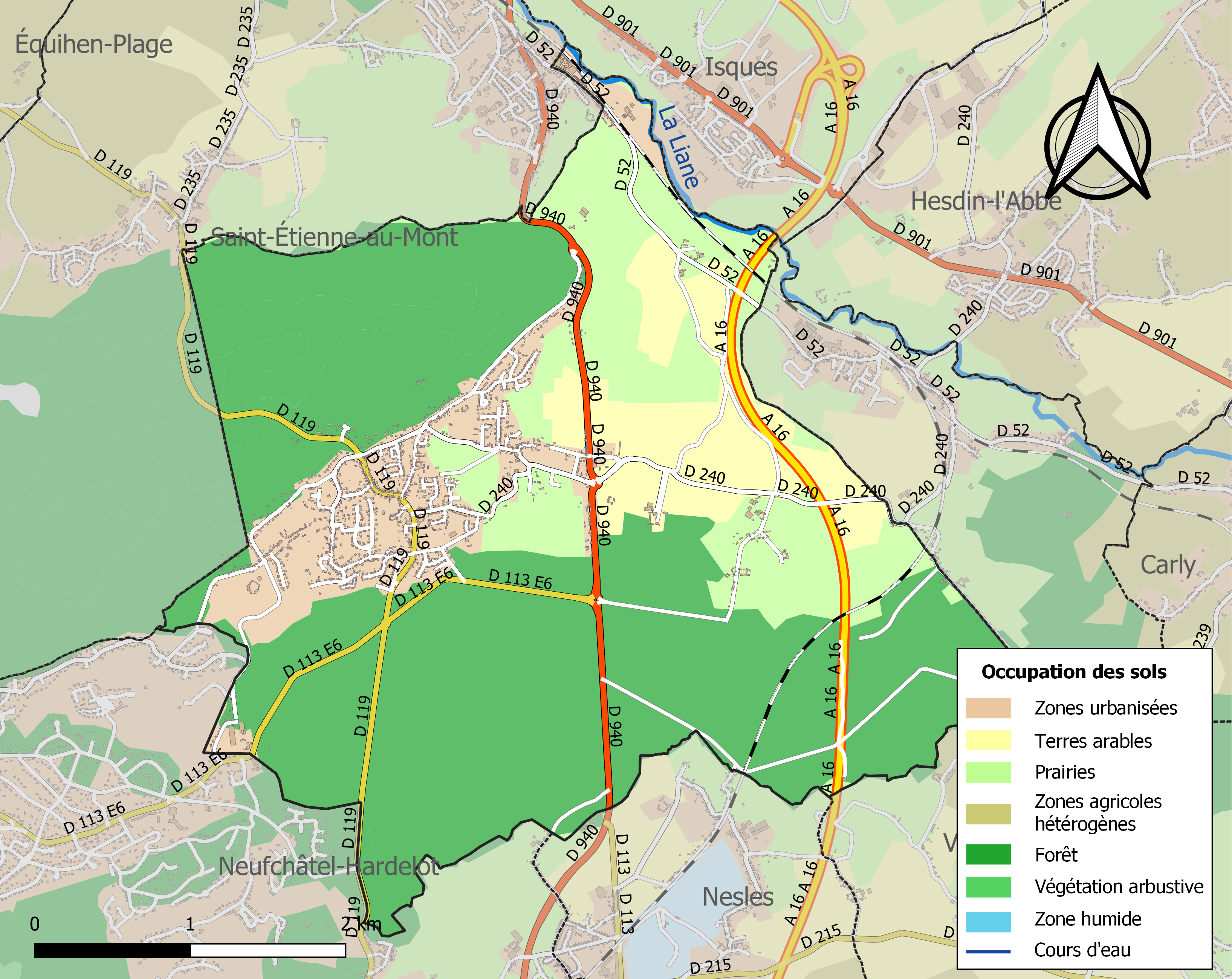
Kaart van de gemeente met belangrijkste infrastructuur, bodemgebruik en omliggende gemeenten

## Demografie
Onderstaande figuur toont het verloop van het inwonertal (bron: INSEE-tellingen).

## Afbeeldingen

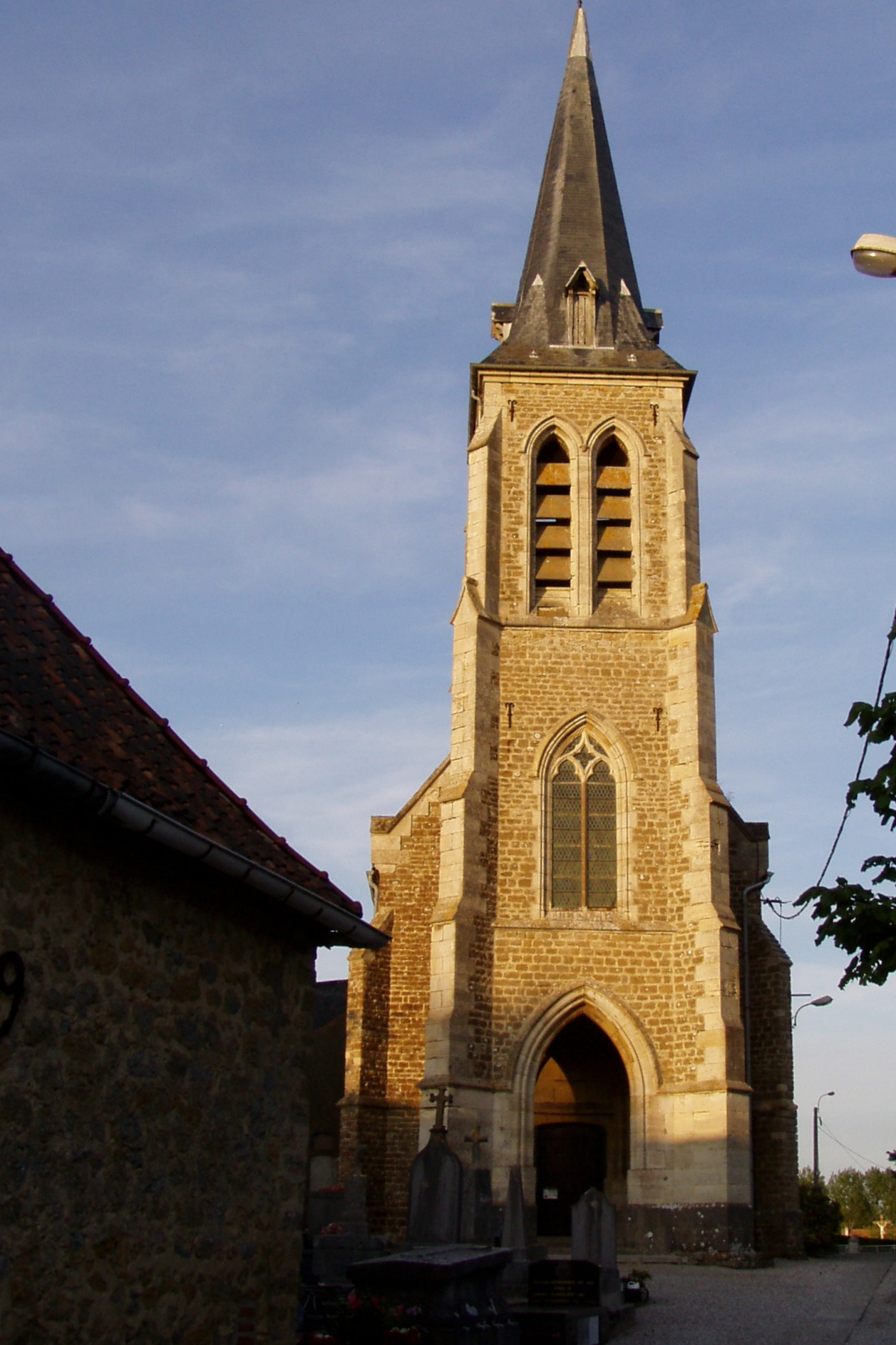
Église Saint-Martin de Condette
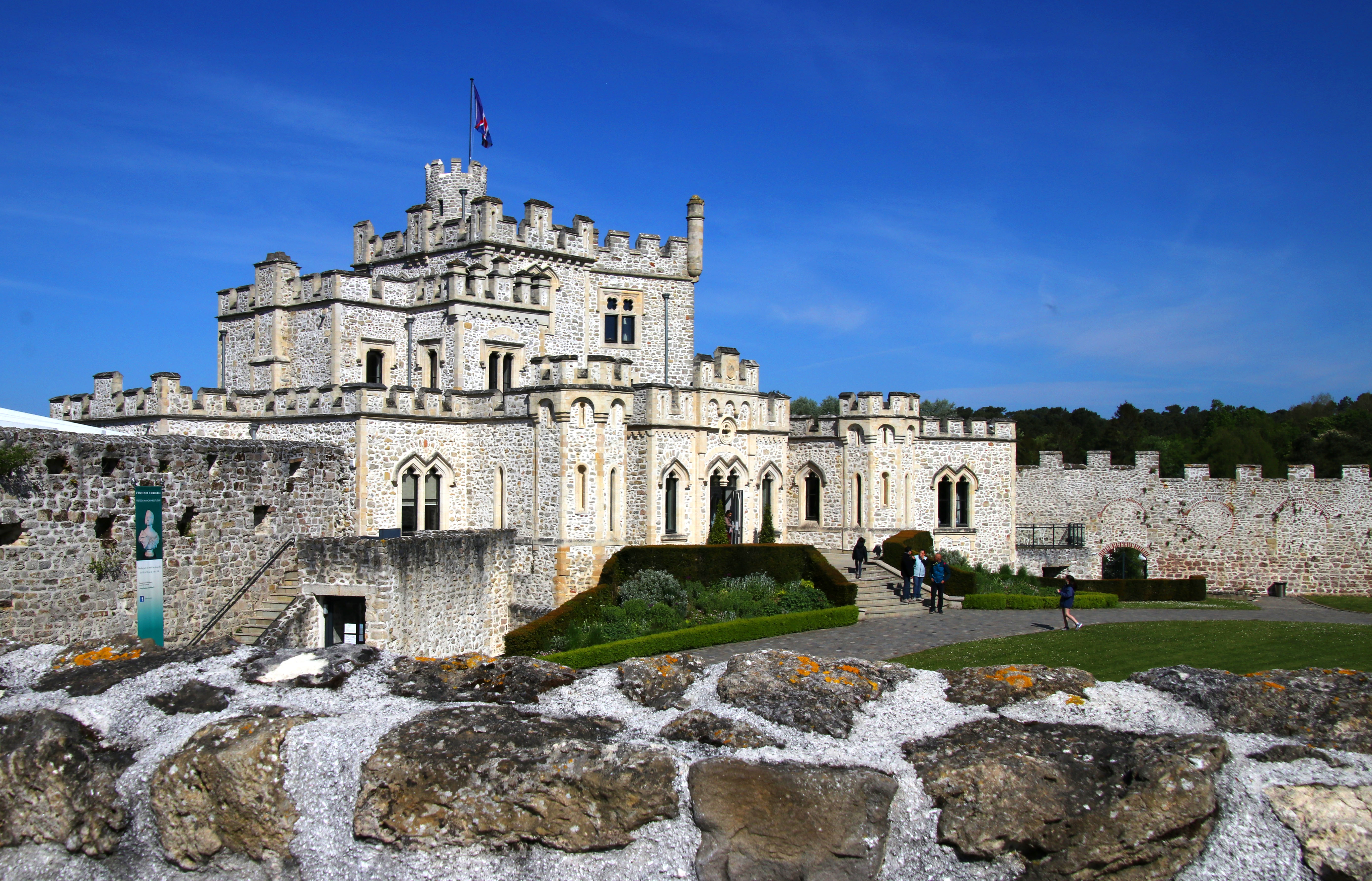
Château d'Hardelot